# Schwimmverein Wörthersee Klagenfurt
Der Schwimmverein Wörthersee Klagenfurt, kurz SV Wörthersee oder SVW, ist ein österreichischer Wassersportverein aus Klagenfurt. Der Verein wurde 1967 von Rudolf Stejskal und Otmar Greinecker gegründet. Die Heimstätte des Schwimmklubs ist das Parkbad, die Vereinsfarben sind blau und weiß. 

## Geschichte
Der Schwimmverein Wörthersee Klagenfurt wurde 1967 von Rudolf Stejskal und Otmar Greinecker gegründet. Ihnen behilflich waren Kurt Herzig, Reimar Bach, Dietmar Bültemeyer und weitere ehrenamtliche Mitarbeiter und etablierte sich in den folgenden Jahren zu einem der erfolgreichsten Schwimmvereine Kärntens.
Der Verein trainierte im alten Sportbad im Klagenfurter Strandbad. Die ersten Mitglieder meldeten sich für Schwimmen und Wasserball. Die Klagenfurter organisierten Fahrten nach Kranj, in der sie im Hallenbad der Stadt trainierten. Die Wasserballer spielten sich in die österreichische Wasserball-Bundesliga und der Verein bekam 1972 ein eigenes Hallenbad. Der Erfolg stellte sich mit unzähligen Staatsmeistern, sowie Teilnehmern an Welt- und Europameisterschaften und die Teilnahme an den Olympischen Spielen 1980 durch Herwig Bayer ein. Die Wasserballer feierten 1979 ihren ersten Meistertitel.
Anfang der 1990er Jahre wurde das Klagenfurter Hallenbad für einige Zeit geschlossen und der Verein musste sich nach anderen Trainingsmöglichkeiten unter Obmann Alfred Wurzer umsehen und fand im Hallenbad von St. Veit/Glan eine Trainingsstätte. Die Wasserballer, die trotz der Umstände 1998 ein weiteres Mal österreichischer Meister wurden, mussten nach diesem Erfolg den Spielbetrieb einstellen.